# 阮氏玉秀
阮氏玉秀（越南语：／；？—1631年4月24日），越南鄭阮紛爭時期鄭主鄭梉的正妃。
阮氏玉秀祖籍清華處宋山縣嘉苗外莊（今屬清化省河中縣），是廣南阮主阮潢的女兒。弘定元年（1600年），嫁鄭梉，是為西宮正妃。她為鄭梉生下崇義王鄭橋，並在德隆三年三月二十三日（1631年4月24日）去世，諡慈順，葬於宋山縣培陽社。